# كاتيا أفييرو
ليليانا كاتيا دوس سانتوس أفييرو (بالبرتغالية: Liliana Cátia dos Santos Aveiro‏) وتعرف باسم كاتيا أفيرو وأيضاً رونالدا، هي مغنية برتغالية ولدت في يوم 5 أكتوبر 1977 في ماديرا. وهي شقيقة اللاعب الشهير كريستيانو رونالدو. بدأت الغناء في سنة 2005 وطرحت منذ ذلك الحين ستة ألبومات ونالت شهرة كبيرة في البرتغال وفي أوروبا.